# Nogometna reprezentacija Republike Srpske
Nogometna reprezentacija Republike Srpske je nogometna reprezentacija. Dio je Nogometni savez Republike Srpske, krovne organizacije nogometnih natjecanja u Republici Srpskoj, Bosna i Hercegovina.
Nogometna reprezentacija Republike Srpske još uvijek nema službeno dopuštenje igrati međunarodne nogometne utakmice pod krovom međunarodnog saveza nogometnih asocijacija FIFE.
I pored toga što za sada nema mogućnost aktivnog sudjelovanja na međunarodnoj pozornici, nogometna reprezentacija Republike Srpske postoji pri Nogometnom savezu Republike Srpske, imenovan je izbornik a uskoro se očekuje i imenovanje njegovih pomoćnika. Treba napomenuti da je IO NSBiH dao odobrenje NFSRS za nastup A reprezentacije u prijateljskim susretima a konačnu riječ, kada će se to i dogoditi imaju FIFA i UEFA.
Za razliku od seniorske reprezentacije mlade selekcije Republike Srpske igraju prijateljske utakmice i turnire na kojima nastupaju klubovi ili regije. Republika Srpska ima selekcije: do 19, 18, 17, 16, 15, 14, 13, 12, kao i Perspektivnu selekciju i Selekciju liga FSRS. 
Izbornik je Željko Buvač.